# Илальди-султан
Илальди-султа́н (тур. İlaldı Sultan; ум. до 1518) — дочь османского султана Баязида II.

## Биография
Илалди-султан была дочерью османского султана Баязида II, но имя её матери неизвестно. Она была замужем за Ахмедом-пашой, в браке с которым была дочь Ханым-султан. 
Илалди-султан написала поздравительное письмо своему брату Селиму, когда он взошел на престол. Она была богата и владела многими землями в Каратове (Македония). По словам Недждета Сакаоглу, дата смерти и место захоронения Илальди неизвестны, но в 1518 году реестры казны не фиксировали выплат на её имя. Вероятно, она скончалась до этого года.